# Слика у кући
„Слика у кући” (енгл. The Picture in the House) је приповетка америчког писца Хауарда Филипса Лавкрафта, написана 12. децембра 1920. и први пут објављена у часопису The National Amateur 1921. године.

## Радња
Док се вози бициклом у долини Мискатоник у руралној Новој Енглеској, генеалог тражи заклон од олује која се приближава. Улази у наизглед напуштену кућу, у којој затиче „одвратног старог, белобрадог и одрпаног човека”, који говори „екстремним обликом јенкијског дијалекта... за који се мислило да је одавно изумро”. Приповедач примећује да је кућа пуна античких књига, егзотичних артефаката и намештаја који потиче из времена пре Америчке револуције. Старац се у почетку свом госту чини безазленим и неуким. Међутим, он показује узнемирујућу фасцинацију гравуром у реткој старој књизи, Regnum Congo, и признаје приповедачу како му је отворила апетит за „храном коју није могао да одгаја ни да купи” – вероватно људским месом. Претпоставља се да је старац убијао путнике који су наилазили на његову кућу да би задовољили своју „жудњу”, и да је значајно продужио свој живот путем канибализма. Сада уплашени приповедач схвата да је старац жив више од једног века. Ипак, старац пориче да је икада попустио том пориву. Одједном кап крви пада са плафона, јасно долазећи са спрата изнад, и прска страницу у књизи. Приповедач затим подиже поглед и види црвену мрљу која се шири на плафону; ово побија старчеву изјаву. У том тренутку, удар грома уништава кућу. Срећом, приповедач преживљава да би испричао своје муке.

## Лавкрафтова земља
Приповетка почиње нечим налик манифесту за серијал хорор прича које је Лавкрафт смештао у измишљеном окружењу Нове Енглеске које ће постати познато као Лавкрафтова земља:
Трагачи за ужасом прогањају чудна, далека места. За њих су катакомбе Птолемаиде и исклесане гробнице кошмарних земаља. Пењу се до месечином обасјаних торњева разрушених двораца на Рајни, и посрћу спуштајући се низ црне, паучином обрасле степенике испод разбацаног камења заборављених градова у Азији. Уклета шума и пуста планина њихове су светиње, а они се задржавају око злокобних монолита на ненасељеним острвима. Али прави епикур страшног, коме је ново узбуђење неизрециве језивости главни циљ и оправдање постојања, највише цени древне, усамљене сеоске куће у забитима Нове Енглеске; јер тамо се мрачни елементи снаге, самоће, гротескности и незнања комбинују да би формирали савршенство грозног.
Лавкрафтов критичар Питер Кенон је писао: „Овде Лавкрафт обавештава да ће се мање ослањати на готичке украсе, а више на свој родни регион као извор ужаса.” Лавкрафтова анализа психолошких корена хорора Нове Енглеске одражава се у његовој расправи о Натанијелу Хоторну у есеју „Натприродни хорор у књижевности”.
Прича уводи два најпознатија елемента Лавкрафтове земље:
Већ неко време сам путовао међу људима у долини Мискатоник у потрази за одређеним генеалошким подацима... Сада сам се нашао на наизглед напуштеном путу који сам изабрао као најкраћу руту до Аркама.
Ниједна од поменутих локација није даље развијена у овој причи, али Лавкрафт је поставио темеље за једну од најтрајнијих поставки у ирационалној фикцији.

## Инспирација
Завршетак приповетке, у којем је приповедач спашен ударом грома који је уништио древну кућу, можда је инспирисан сличним завршетком приче „Пад куће Ушера” Едгара Алана Поа.
Критичар Џејсон Екхард је сугерисао да је акценат којим се старац користи у причи изведен из дијалекта коришћеног у делу Biglow Papers Џејмса Расела Лоуела. Чак и у Лоуелово време, сматрало се да је овај дијалекат одавно изумро. Скот Конорс је изјавио да „употреба архаичног дијалекта у 'Слици у кући'... представља рани пример идеје о понирању кроз време, трансформишући оно што би иначе могла бити свакодневна прича о канибализму у медитацију о парадоксима времена”.
Питер Кенон је указао на паралеле између „Слике у кући” и „Црвених букви” Артура Конана Дојла.

## Пријем
Колин Вилсон је причу назвао „скоро убедљивом скицом садизма”. У расправи из 1986. о Лавкрафтовим делима, Џоана Рас је одбацила „Слику у кући” као „једну од слабијих прича”. Питер Кенон је сматрао да је прича „укорењена у аутентичној пуританској психоисторији” и сматра да је врхунац, са крвљу која цури са плафона демонстрирање „финесе непознате данашњим писцима хорора који уживају у графичком насиљу”. За Кенона, пажљив реализам и суптилни развој заплета, који су довели до расплета, укључују уздржаност која помаже да се прича учини „ма колико конвенционалну своју канибалску тему, најјачом од Лавкрафтових раних прича о Новој Енглеској”. Студија Лавкрафтовог дела Доналда Р. Берлесона из 1983. оцењује да је „Слика у кући” демонстрирала да је „већ 1920. Лавкрафт био способан да исплете моћну причу о ужасу – способан да призове и одржи расположење кроз веома вешту употребу језика, способан да оствари контролу над фокусом у руковању својим ликовима и способан да користи своју родну Нову Енглеску као локацију за хороре који су моћни као они у конвенционалнијим окружењима”.